# 조지 켈리 (심리학자)
조지 알렉산더 켈리(영어: George Alexander Kelly, 1905년 4월 28일 ~ 1967년 3월 6일)는 미국의 심리학자, 치료사, 교육자 및 성격 이론가였다. 그는 인지 임상 심리학의 아버지로 여겨지며 성격 이론, 개인 구성개념(Personal construct theory 또는 personal construct psychology, PCP)에 대한 심리학 연구로 가장 잘 알려져 있다.

## 같이 보기
- 아론 벡